# قابلمه
قابلمه گونه‌ای ظرف دردار برای پخت غذا است. قابلمه لبه‌های بلندی داشته و اجازه می‌دهد تا غذا برای پخته شدن، زمان بیشتری بجوشد. از قابلمه برای پختن برنج (پلو) و انواع خورشت استفاده می‌شود. دیگ با قابلمه از نظر شکلی متفاوت بوده، شکلی شبیه استوانه با دهانه‌های تنگ‌تر داشته برخلاف قابلمه می‌تواند دسته‌دار یا بی‌دسته، دردار یا بی‌در باشد. دیگ که در قدیم به اسامی پاتیله، پاتیل، و تیان نیز نامیده می‌شده از جنس سفالی بوده و در آن چیزی می‌جوشاندند یا غذا طبخ می‌کردند، امروزه دیگ‌ها می‌توانند فلزی یا سنگی هم باشند که بیشتر در پختن آبگوشت استفاده می‌شوند.

## واژه‌شناسی
واژهٔ قابلمه از زبان ترکی گرفته شده‌است. واژهٔ «دیگ» فارسی است و ریشه در زبان فارسی میانه دارد.

## تاریخچه
کهن‌ترین وسیله پخت و پز از جنس سنگ در جهان با قدمت ۹۰۰۰ سال در مکزیک کشف شده‌است. هرچند گروهی از پژوهشگران بر این باورند انسان‌ها دیگ سفالین را دو بار، در دو ناحیه مختلف اختراع کرده‌اند: اولی در آسیای شرقی در حدود ۱۶ هزار سال قبل و بعد در شمال آفریقا در حدود ۱۲ هزار سال قبل.
در ایران (به‌ویژه شهر مشهد و اردبیل) استفاده از دیگ سنگی و سفالی به نام هرکاره برای پخت آبگوشت هنوز رواج دارد. تا اواسط دهه ۱۳۵۰ در ایران، پخت غذا با استفاده از قابلمه مسی معمول بود؛ ولی امروزه از قابلمه‌های مسی بیشتر برای تزیین و به‌عنوان عتیقه استفاده می‌شود.

## جنس قابلمه

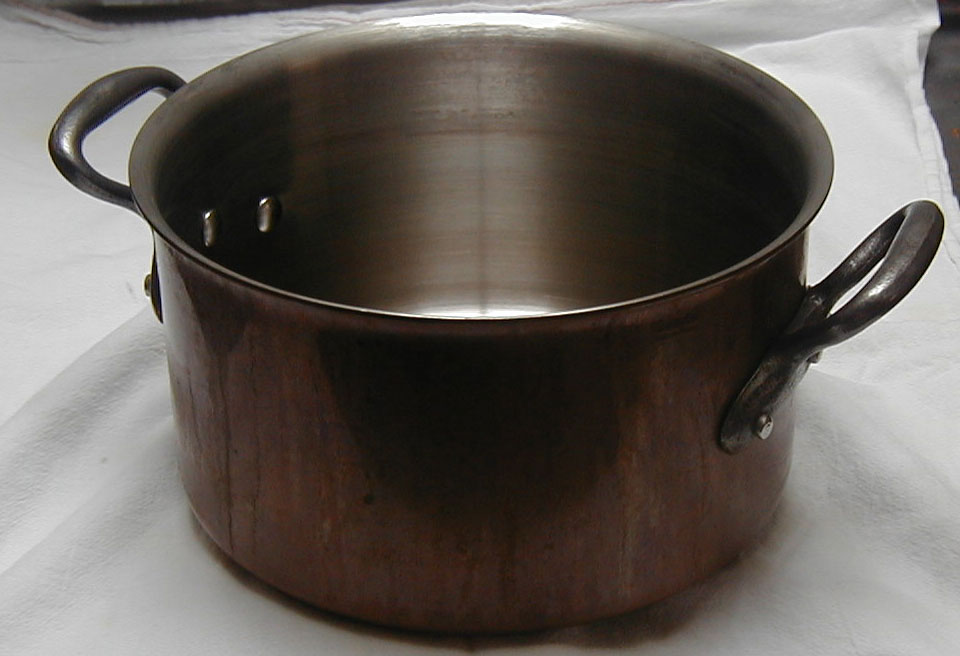
قابلمه چدنی

قابلمه‌های فلزی بسیار متداول هستند. قابلمه‌های مسی انتقال حرارت را به‌خوبی انجام می‌دهند و برای پخت مربا و سس بهترین گزینه هستند. قابلمه‌های چدنی، پخش حرارت بهتری نسبت به دیگر قابلمه‌های فلزی دارند. چرا که گرما را به‌خوبی در خود نگه می‌دارند. این قابلمه‌ها برای پخت‌های طولانی مناسبند. قابلمه‌های آلومینیومی ساده که به رویی معروفند، به سرعت تحت‌تأثیر بازها قرار گرفته و حتی دربرابر نمک خوردن نیز مقاوم نیستند. گاهی از روکش‌هایی مانند تفلون یا سرامیک برای قابلمه‌های آلومینیومی، چدنی یا فولاد زنگ نزن استفاده می‌شود. در این قابلمه‌ها باید از کفگیر چوبی و پلاستیکی و سیلیکونی استفاده نمود. قابلمه‌های آهنی و چدنی گاهی با لعاب نیز پوشش داده می‌شوند که باید از استفاده از این قابلمه‌ها اجتناب نمود. قابلمه‌های استیل برای جوشاندن آب مناسب هستند.
علاوه بر سنگ و سفال، دیگ‌های سرامیکی نیز حرارت را به‌خوبی در خود حفظ نموده و برای پخت طولانی مناسب هستند. با پیشرفت صنعت شیشه، قابلمه‌های شیشه‌ای نشکن و پیرکس نیز به‌عنوان انتخابی جدید در آشپزخانه مورد استفاده قرار می‌گیرند.

## ضرب‌المثل
واژه دیگ در ضرب‌المثل‌های فارسی زیر به کار رفته‌است.
- دیگ به دیگ می‌گوید روت (رویت) سیاه، سه‌پایه می‌گوید صل علی
- دیگی که برای من نجوشه، سر سگ توش بجوشه
- بنداز توی قابلمه‌ش
- این واژه در شعار «ما دیگ پلو خواهیم. مشروطه نمی‌خواهیم» در دوره انقلاب مشروطه کاربرد داشته‌است.[۳]